# Unterheydener Straße 25 (Mönchengladbach)

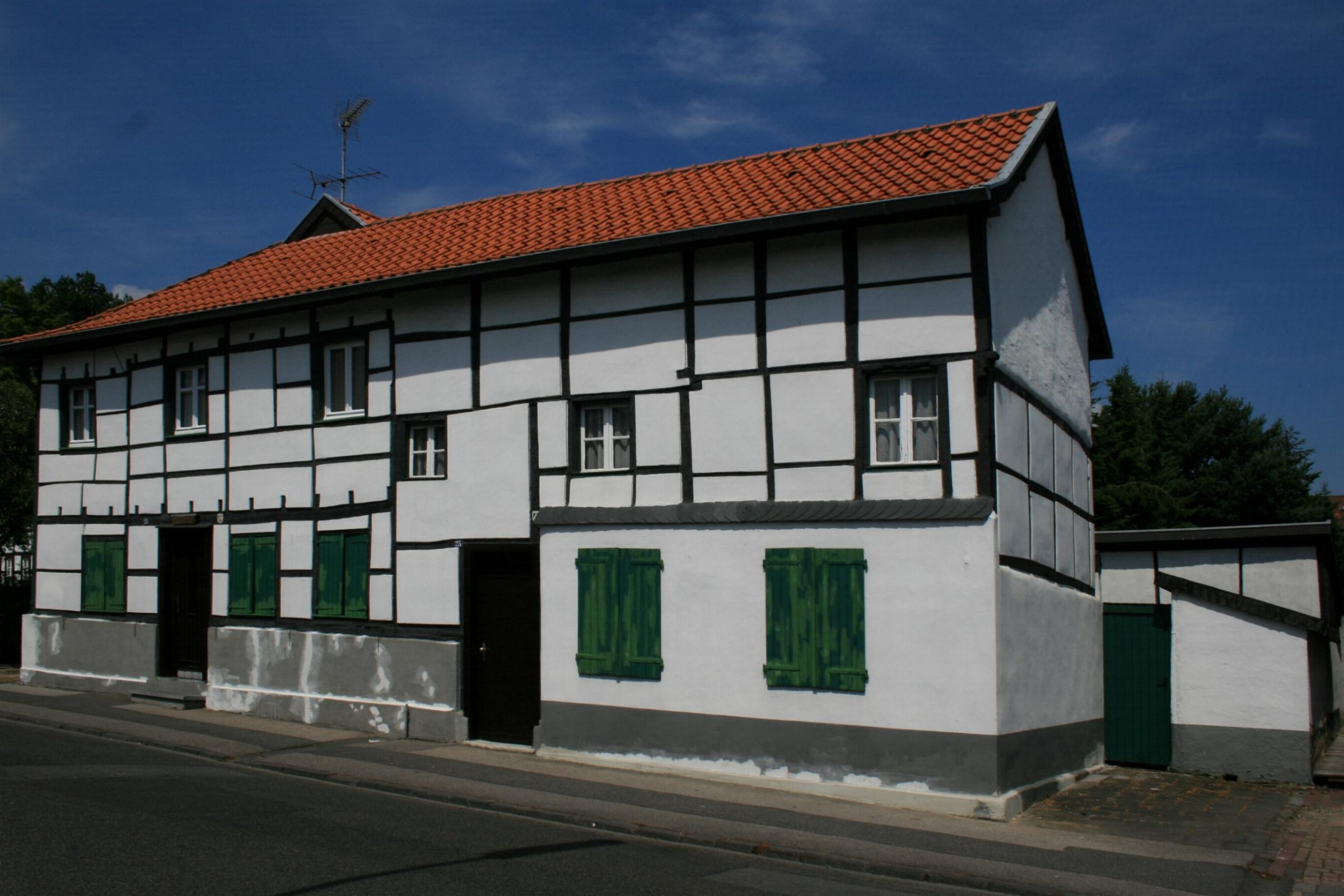
Fachwerkhaus (2010)

Das Wohnhaus Unterheydener Straße 25 steht im Stadtteil Rheydt in Mönchengladbach (Nordrhein-Westfalen).
Das Fachwerkhaus wurde im 18. Jahrhundert erbaut und unter Nr. U 011 am 4. Dezember 1984 in die Denkmalliste der Stadt Mönchengladbach eingetragen.

## Lage
Im alten Siedlungskern von Heyden steht in der Unterheydener Straße eine Gruppe von mehreren Fachwerkhäusern.  

## Architektur
Die Häuser Nr. 23 und 25 sind unmittelbar aneinander gebaut. Sie haben ein gemeinsames S-Pfannen-Dach. Die beiden Häuser sind traufenständig zur Unterheydener Straße. Die Fachwerkgebäude an der Unterheydener Straße sind als Denkmale schützenswert.